# Беспорядки Портьюса

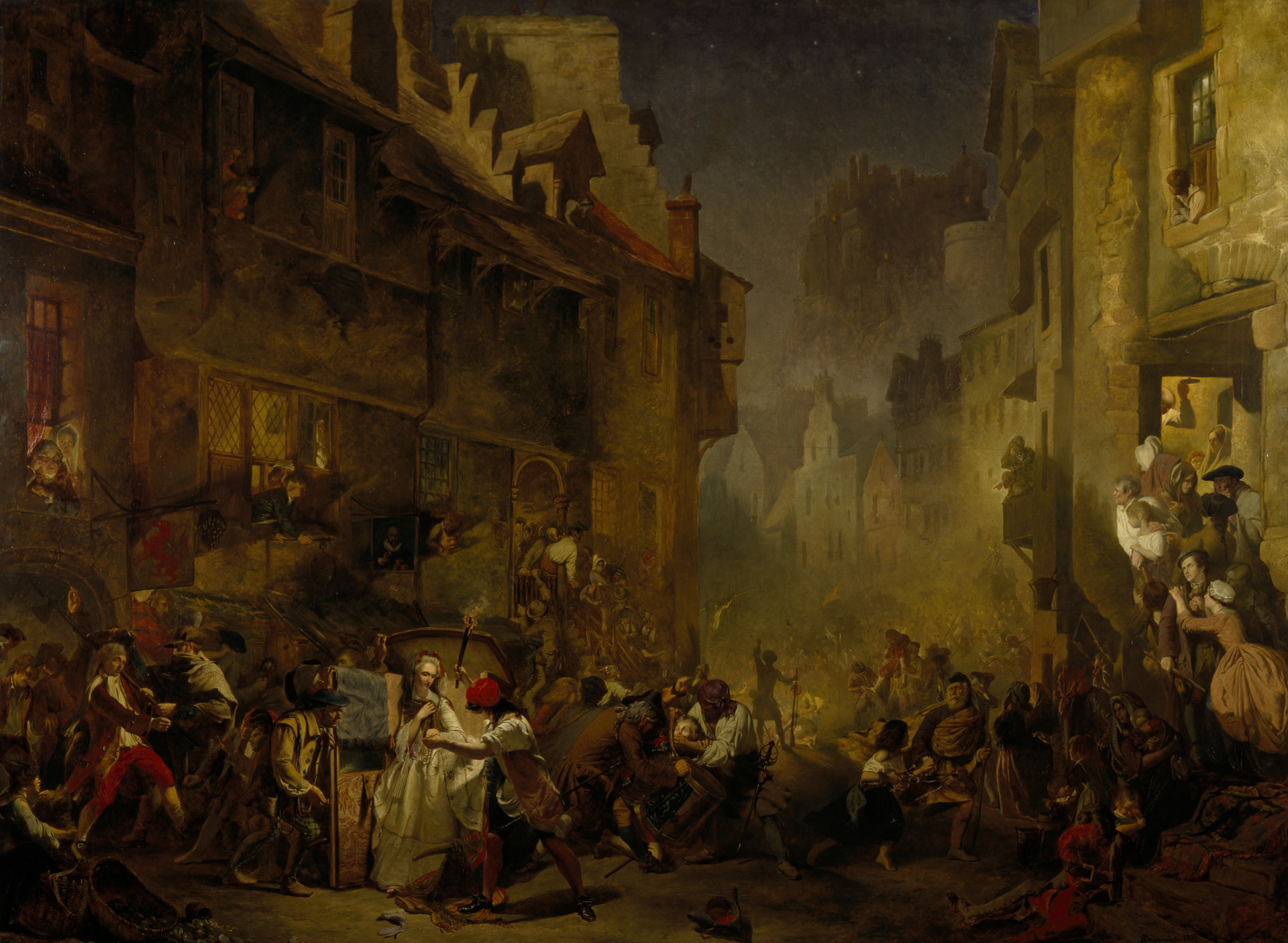
The Porteous Mob, Дж. Драммонд, 1855 г.

Беспорядки Портьюса (Портеуса) (англ. Porteous Riots) произошли в 1736 году в Эдинбурге, вследствие слишком мягкого приговора виновному в массовом убийстве жителей города капитану городской стражи Джону Портьюсу. Беспорядки завершились захватом Портьюса в городской тюрьме восставшими горожанами и повешением его на городской площади. Данное событие оставило значительный след в народной памяти Шотландии и стало отправной точкой повествования в романе Вальтера Скотта «Эдинбургская темница».

## События
Трое контрабандистов, Эндрю Уилсон, Уильям Холл и Джордж Робертсон, были арестованы, осуждены и приговорены к смертной казни. Холлу приговор был смягчён и заменён на пожизненную ссылку. Уилсон и Робертсон ожидали приведения исполнения наказания. Скотт в своём романе сообщает, что «в царствование первого и второго Георгов контрабанда в Шотландии была распространена повсеместно, ибо население, непривычное к пошлинам и считавшее их нарушением своих исконных прав и свобод, всеми способами старалось от них уклониться». Уилсон воспринимался народом как ограбленный властями и несправедливо осуждённый за попытку вернуть своё имущество — он был арестован после ограбления таможенника. За несколько дней до казни Робертсону удалось бежать благодаря смелости Уилсона.
Уилсон был повешен на площади Грассмаркет Эдинбурга 14 апреля 1736 года. После совершения казни толпа зрителей начала волноваться, и в стражников полетели камни. Дальнейшие события были изложены в последующем суде противоречиво, но было признано, что именно Портьюс отдал приказ солдатам стрелять и лично убил несколько горожан. Поскольку некоторые из солдат стреляли поверх голов, было убито несколько жителей, наблюдавших за казнью из окон прилегающих к площади домов.
Портьюс за превышение полномочий Высшим уголовным судом Шотландии 5 июля 1736 года был приговорён к повешению, дата казни была назначена на 8 сентября того же года. На время ожидания Портьюс был помещён в Толбутскую тюрьму. После того как в назначенный день казнь не состоялась, стало известно, что исполнение приговора отложено на шесть недель, эдинбуржцы были возмущены. Ночью того же дня они захватили оружие, преодолели городские укрепления и взяли штурмом тюрьму. Портьюс был вытащен из своей камеры, доставлен на Грассмаркет и повешен. После чего толпа разошлась по домам. Расквартированный в это время в Кэнонгейте пехотный полк в подавлении мятежа участие не принял, так как, не получив письменных указаний, командир полка опасался повторить судьбу Портьюса.

## Последствия

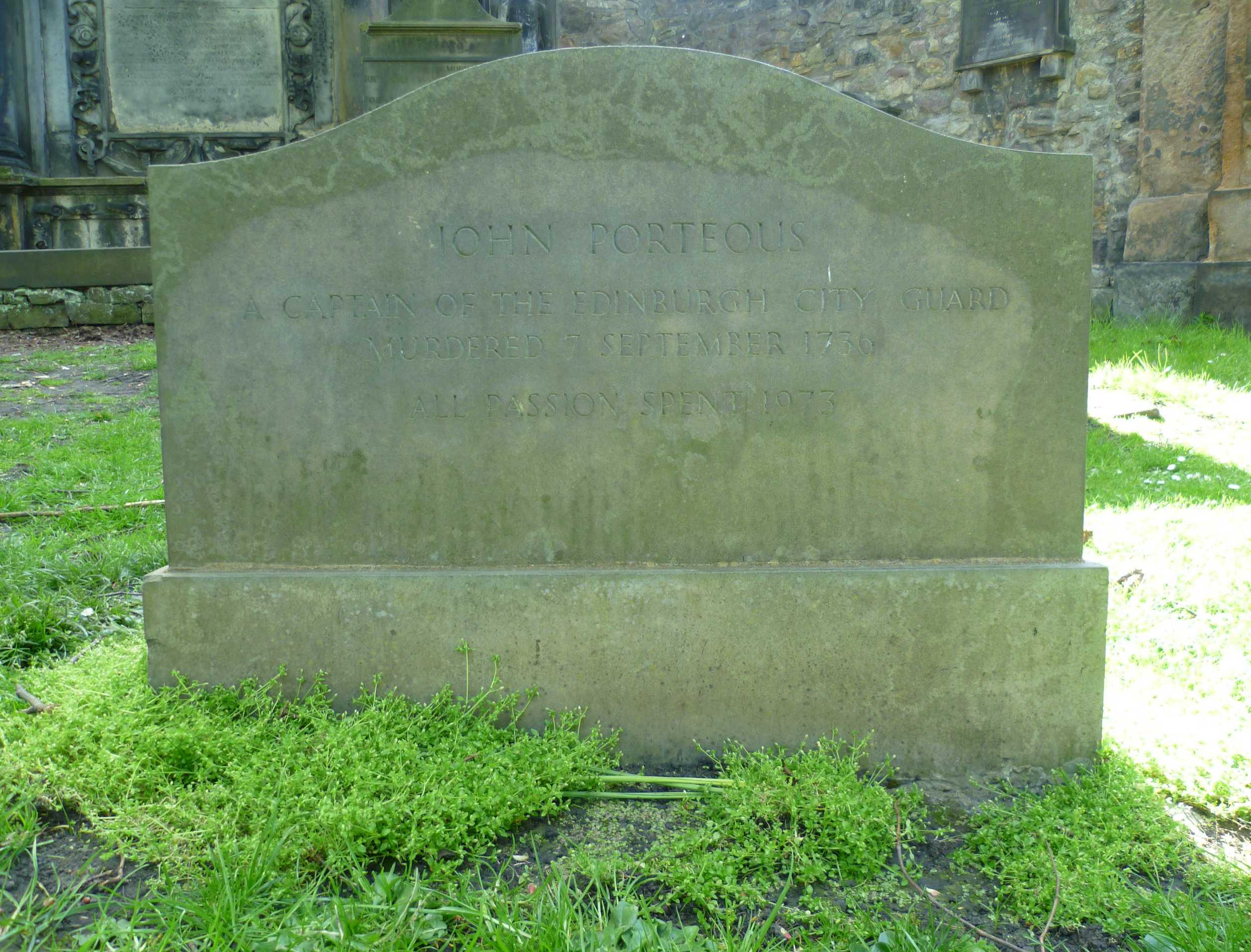
Могила Портьюса

События в Эдинбурге возбудили тревогу в Лондоне, где возникли сомнения в способности брата герцога Аргайла удерживать контроль над Шотландией. По мнению премьер-министра Уолпола, королевы Каролины и герцога Ньюкасла, Портьюс был напрасно принесён в жертву, и это вполне могло быть следствием заговора. Королева вызвала Лорда-провоста Эдинбурга и, по легенде, пригрозила превратить Шотландию в «пустошь для охоты». Также она потребовала снести городские стены и распустить стражу; сам провост был арестован. Смерть Каролины в следующем году помешала исполнению этих планов.
Почти 250 лет могила Портьюса на кладбище Грейфрайерс была отмечена небольшим квадратным камнем с выбитыми P и 1736. В 1973 году он был заменён надгробием с надписью «Джон Портьюс, капитан городской стражи Эдинбурга, убитый 7 сентября 1736 года. Все страсти улеглись, 1973» (англ. «John Porteous, a captain of the City Guard of Edinburgh, murdered September 7, 1736. All Passion Spent, 1973».
Главы с II по VII романа Вальтера Скотта «Эдинбургская темница», посвящённые этим беспорядкам, написаны на основании многочисленных отчётов о суде над Портьюсом и воспоминаниям родственников и знакомых автора. Данный случай, наряду с делом Эбенезера Ричардсона в 1770 году в Бостоне, стал прецедентным в вопросе использования вооружённых сил при подавлении гражданских беспорядков.